# ۵۱ (فیلم)
«۵۱» (انگلیسی: 51 (film)) فیلمی در ژانر ترسناک و علمی–تخیلی به کارگردانی جیسون کانری است که در سال ۲۰۱۱ منتشر شد. از بازیگران آن می‌توان به ریچل مینر، ونسا برنچ، و جیسون لندن اشاره کرد.